# Riedelomyia gratiosa
Riedelomyia gratiosa är en tvåvingeart som beskrevs av Alexander 1928. Riedelomyia gratiosa ingår i släktet Riedelomyia och familjen småharkrankar. Inga underarter finns listade i Catalogue of Life.